# Wonder style
『wonder style』（ワンダー・スタイル）は、日本のロックバンド・thee michelle gun elephantがインディーズ時代にリリースしたミニ・アルバムである。1995年10月21日に発売。1997年5月1日に日本コロムビアから再発盤がリリースされた。
初回盤、通常盤、再発盤が存在し、それぞれジャケットや帯、CDの色が異なる。本作の発売を記念して、8都市10公演の「wonder style tour」を行った。収録曲のうち、「マシュマロ・モンスター」は『THEE MICHELLE GUN ELEPHANT GRATEFUL TRIAD YEARS』に、「why do you want to shake ?」は『TMGE 106』に収録された。

## 収録曲
1. ワンダー・スタイル wonder style – 2:39
インスト曲。CDではモノラル。アナログ盤ではステレオ。
2. マシュマロ・モンスター marshmallow monster – 4:09
PVが製作されている。
3. why do you want to shake ? – 2:41
4. バランス balance – 6:23
5. talkin' about you – 5:43
チャック・ベリーの楽曲のカバー。

作詞：チバユウスケ(#2〜#4)、作曲：thee michelle gun elephant（#1〜#4、全編曲）
作詞・作曲：Chuck Berry（#5）
時間：